# Giovanni Invernizzi
Giovanni Invernizzi, född 17 juli 1926 i Mandello del Lario, död 16 oktober 1986 i Abbadia Lariana, var en italiensk roddare.
Invernizzi blev olympisk guldmedaljör i fyra utan styrman vid sommarspelen 1948 i London.